# 所河ひとみ
所河 ひとみ（しょがわ ひとみ、2月8日 - ）は、日本の女性声優である。千葉県出身。ケンユウオフィス所属。

## 概要
映像テクノアカデミア、劇団朋友映画放送部出身。

## 人物
特技はデッサン、スノーボード。趣味は観劇、美味しいもの探し。

## 出演

### テレビアニメ
2016年
- タイムボカン24（鬼娘たち）
- ALL OUT!!（籠由美）
- 魔法少女育成計画（亜子の叔母）

2017年
- Spiritpact（ケーキ屋店主）
- 南鎌倉高校女子自転車部（近所のおばあちゃん、巴の祖母）
- 幼女戦記（修道女）
- Re:CREATORS（颯太の母）
- サクラクエスト（主婦、布部雅美）
- ゼロから始める魔法の書（魔術師団D）
- 魔法陣グルグル（村人B）
- 食戟のソーマ 餐ノ皿（老人）
- 結城友奈は勇者である -鷲尾須美の章-
- アイドルマスター SideM（おばあちゃん、スタッフ）

2018年
- citrus（看護師）
- 斉木楠雄のΨ難（老人C）
- 鹿楓堂よついろ日和（おばあさん、桜田香苗、長田美津子）
- ゴールデンカムイ（2018年 - 2022年、女将、娼婦たち、有古一等卒の母） - 2シリーズ
- こみっくがーるず（お婆さん）
- 重神機パンドーラ（老婆）
- PERSONA5 the Animation（一二三の母）
- 叛逆性ミリオンアーサー（女性）
- ゾンビランドサガ（殺女初代総長）

2019年
- パズドラ（商店街のおばさん）
- Fairy gone フェアリーゴーン（スーナの村人）
- 賢者の孫（奥さん）
- 名探偵コナン（フロントの女性）
- かつて神だった獣たちへ（住民B）
- とある科学の一方通行（ブリーダー）
- 戦姫絶唱シンフォギアXV（女性職員）
- 炎炎ノ消防隊（2019年 - 2025年、シスター炭隷〈スミレ〉、住民、少女の母） - 3シリーズ
- Dr.STONE（2019年 - 2023年、あるみ） - 3シリーズ
- 通常攻撃が全体攻撃で二回攻撃のお母さんは好きですか?（母親D）
- からかい上手の高木さん2（ミナ祖母）
- 慎重勇者〜この勇者が俺TUEEEくせに慎重すぎる〜（町人）
- Fate/Grand Order -絶対魔獣戦線バビロニア-（ウル市民）
- ぼくたちは勉強ができない!（おばあさんA）

2020年
- バビロン（ホスピス職員）
- 恋する小惑星（マツ）
- うちタマ?! 〜うちのタマ知りませんか?〜（倉持さん）
- 推しが武道館いってくれたら死ぬ（CMナレーション）
- グレイプニル（三船の母）
- ハクション大魔王2020（健太くんのママ、奥様）
- フルーツバスケット（2020年 - 2021年、女中頭） - 2シリーズ
- ミュークルドリーミー（2020年 - 2021年、ことこ祖母）
- デカダンス（屋台の店主）
- アラド:逆転の輪（母親）
- モンスター娘のお医者さん（老ハーピー）
- ご注文はうさぎですか? BLOOM（老婦人、客）

2021年
- スケートリーディング☆スターズ（担任）
- カードファイト!! ヴァンガード overDress（トウヤの祖母）
- 不滅のあなたへ（2021年 - 2023年、祖母、女） - 2シリーズ
- TSUKIPRO THE ANIMATION 2（空の母）
- BLUE REFLECTION RAY/澪（叔母）
- NIGHT HEAD 2041（一般人女性A）
- RE-MAIN（アナウンス）
- 見える子ちゃん（飼い主）
- 境界戦機（佐久間ヨリコ、宇堂の使用人）

2022年
- オンエアできない!（祖母、女AD_B、犬のおばさん、おばちゃん、祖父江P）
- ハコヅメ〜交番女子の逆襲〜（ユカリの母）
- ヒーラー・ガール（患者）
- 舞妓さんちのまかないさん（アナウンサー）
- ダンス・ダンス・ダンスール（保護者A）
- RPG不動産（女性）
- 処刑少女の生きる道（女幹部）
- かぐや様は告らせたい-ウルトラロマンティック-（年配の女性）
- はたらく魔王さま!!（佐々木由美子）
- リコリス・リコイル（大沼都知事）
- 忍の一時（横川）

2023年
- シュガーアップル・フェアリーテイル（村人）
- ジョジョの奇妙な冒険 ストーンオーシャン（母ヤギ）
- 氷属性男子とクールな同僚女子（母狐）
- ツンデレ悪役令嬢リーゼロッテと実況の遠藤くんと解説の小林さん（メイド）
- 吸血鬼すぐ死ぬ2（女性B）
- 贄姫と獣の王（ボラスの母）
- アリス・ギア・アイギス Expansion（お婆さん）
- アイドルマスター シンデレラガールズ U149（薫の祖母）
- 七つの魔剣が支配する（婦花A）
- 幻日のヨハネ -SUNSHINE in the MIRROR-
- 白聖女と黒牧師（来訪客）
- 帰還者の魔法は特別です（教授）
- オーバーテイク!（バスガイドおばあちゃん）
- アンダーニンジャ（7人衆5）
- ウマ娘 プリティーダービー Season 3（観客）

2024年
- ダンジョン飯（ヤーン）
- 結婚指輪物語（母親）
- 道産子ギャルはなまらめんこい（お婆さん）
- 姫様“拷問”の時間です（村人）
- ヴァンパイア男子寮（長老）
- オーイ!とんぼ（叔母）
- 夜のクラゲは泳げない（校長先生）
- Lv2からチートだった元勇者候補のまったり異世界ライフ（女将）
- SHY 東京奪還編
- 異世界失格（村人）
- らんま1/2 (2024)（おばさん）
- 魔王2099（老婆）
- チ。-地球の運動について-（老人）

2025年
- 花は咲く、修羅の如く（葵）
- 謎解きはディナーのあとで（参列者）
- 九龍ジェネリックロマンス（女将、女性店主）
- クレヨンしんちゃん（飼い主のおばさん）
- ボールパークでつかまえて!（サラの母）
- ユア・フォルマ（エレーナ）
- 日々は過ぎれど飯うまし（まこ祖母）
- 9-nine- Ruler’s Crown（老婆）

### 劇場アニメ
- 結城友奈は勇者である -鷲尾須美の章- 第3章「やくそく」（2017年）
- 空の青さを知る人よ（2019年）
- Gのレコンギスタ III 宇宙からの遺産（2021年、ザンクト・ポルト職員）
- サイダーのように言葉が湧き上がる（2021年）
- 劇場版 抱かれたい男1位に脅されています。〜スペイン編〜（2021年、アダリナ）
- プリンセス・プリンシパル Crown Handler 第3章（2023年、侍女頭）
- アリスとテレスのまぼろし工場（2023年、市民H）
- 窓ぎわのトットちゃん（2023年、婦人）

### Webアニメ
- モンストアニメ（2017年、おばあちゃん）
- 銃娘（2017年、チャチャ）
- ULTRAMAN（2019年、レポーター）
- 攻殻機動隊 SAC_2045（2020年、ケバブ屋のおばちゃん、仲居）
- ガンダムビルドダイバーズRe:RISE（2020年、老婦人）
- T・Pぼん（2024年、おばさん）

### OVA
- ご注文はうさぎですか?? 〜Dear My Sister〜（2017年、老婆）

### ゲーム
- 仁王（2017年、鬼女 他[23]）
- ポケモンマスターズ（2020年、アザミ[24]）
- 18TRIP （2024年）
- ライドカメンズ（2024年）
- モンスターハンターワイルズ（2025年[25]）
- HUNDRED LINE -最終防衛学園-（2025年、第2部隊長パクロン）

### ドラマCD
- THE IDOLM@STER SideM NEW STAGE EPISODE 06 神速一魂（2020年、お婆さん・猫）

### 吹き替え

#### 映画
- 足跡はかき消して
- アポカリプスZ ～終末の始まり～
- アン・ハサウェイ 魔法の国のプリンセス（エラの母[2]）
- WE ARE YOUR FRIENDS ウィー・アー・ユア・フレンズ（ターニャ、メル[26]）
- エグザム:ファイナルアンサー（マギー[2]）
- 消えない罪
- キャットファイト（ローズ、ティファニー）
- グレイマン[27]
- 恋するプリテンダー（イニー〈レイチェル・グリフィス〉[28]）
- 幸せへのまわり道（ジョアン・ロジャース〈メアリーアン・プランケット〉）
- シャークネード4（ギル、ガブリエル、マンスフィールド市長 他[29]）
- Smile スマイル（ローズの母〈ドラ・キッス〉）
- 特捜部Q Pからのメッセージ（ミア、レベッカ）
- ドクター・ストレンジ/マルチバース・オブ・マッドネス（エレーナ[30]）
- バイオレンス・マックス（アリス）
- フライ・ミー・トゥ・ザ・ムーン[31]
- ブルービートル（ロシオ・レイエス〈エルピディア・カリロ〉[32]）
- 弁護人（スギョン）
- ホワイト・ノイズ
- ホワイト・バレット（ゴーの妻）
- マーベルズ（ハイランド[33]）
- マペットのホーンテッドマンション（ドライバー）
- ラスト/ナイト（クレア・スティーブンソン）
- ロブスター（ビスケットの女）

#### ドラマ
- 赤い天幕/The Red Tent（ウェレンロ）
- アンフォゲッタブル 完全記憶捜査（スザンナ・パークス）
- ウェイワード・パインズ 出口のない街2（デイルの妻）
- 宇宙船レッド・ドワーフ号 シーズン11（クロッケー女）
- エメラルドシティ（カレン、イザベル）
- エレメンタリー7 ホームズ&ワトソン in NY ザ・ファイナル
- KILLJOYS/銀河の賞金ハンター（女性スタッフ）
- ザ・ミッシング 〜囚われた少女〜[34]（ソフィーの母、産科医 他）
- ストレンジャー・シングス 未知の世界[35]（コニー 、フローレンス）
- Zネーション3（ホープ、マギー町長、カミラ）
- メンタリスト シーズン5[2]
- グレイズ・アナトミー シーズン13（リンダ、グウェン 他[36]）
- ブラック・ミラー（ベビーカー女性、タマラ）
- 北欧サスペンス 凍てつく楽園〜真夏の夜の夢〜（マデリーン）
- 僕と君と彼女の関係2（マリー、リタ）
- リゾーリ&アイルズ ヒロインたちの捜査線 シーズン7 ザ・ファイナル（ジャッキー[37]）
- ワンダヴィジョン（ロドリゲス捜査官）
- ワンデイ -家族のうた-（バーディー、ミシェル、クリステン 他）

#### アニメ
- はたらくクルマのスティンキーとダーティー（メグ）
- ザ・シンプソンズ
- ミュータント・タートルズ（コンピュータの音声[2]）
- ナタ転生
- 時光代理人 -LINK CLICK-（町民）
- 悪魔城ドラキュラ -キャッスルヴァニア-: 月夜のノクターン（役柄不明）[38]

#### ボイスオーバー
- アニマルプラネット 仰天!夢のツリーハウス4（アン、少年）
- アメ車カスタム専門 カウンティング・カーズ[2]
- アメリカお宝鑑定団ポーンスターズ[2]
- ザ・リアル・ボイス ロシア編
- CSI:科学捜査班
- ストレージ・ウォーズ 〜倉庫まるごと買い取ります!〜（ローラ、ブランディー、他[2]）
- ディスカバリーチャンネル
  - 天変地異 荒ぶる大自然2（エイブラムズ、ラローザ、キャス）
  - ビッグキャットと生きる道（カマラ、ミーナ）
- BS世界のドキュメンタリー
- プラネット・ゴット・タレント[39]（ケイト・ヘレンショー、マライカ・アローラ・カーン 他）
- ワルノリ!どっきりギャング（アリー 他）

### 舞台
- 逞しき女々[2]
- これは白い山でなく[2]
- 生きていた観音さま[2]

### シリーズ一覧
1. ↑  第一期（2018年）、第四期（2022年）
2. ↑  第1期（2019年）、第2期『弐ノ章』（2020年）、第3期『参ノ章』第1クール（2025年）
3. ↑  第1期（2019年）、第2期（2021年）、第3期『NEW WORLD』（2023年）
4. ↑  第2期『2nd season』（2020年）、第3期『The Final』（2021年）
5. ↑  第1シリーズ（2021年）、第2シリーズ（2023年）